# Lasiophanes pulvereus
Lasiophanes pulvereus är en skalbaggsart som beskrevs av Holzschuh 1995. Lasiophanes pulvereus ingår i släktet Lasiophanes och familjen långhorningar. Inga underarter finns listade i Catalogue of Life.